# Referer spam
A referer spam az internetes keresőket támadó spam (spamdexing) egyik fajtája, amely a HTTP protokoll referer fejlécén alapul. A referer („hivatkozó”) annak jelzésére szolgál, honnan érkezett az olvasó a weboldalra. Normális esetben a böngésző tölti ki: amikor a felhasználó rákattint egy linkre, az új oldalt lekérő HTTP üzenetbe a böngésző beleteszi a linket tartalmazó oldal címét.
A referer spam azt használja ki, hogy számos weboldal közzéteszi a látogatottsági statisztikáit, és ennek részeként a gyakoribb referereket is. Ha egy program sorozatosan lekéri a weboldal lapjait, egy adott URL-t adva meg referernek, az az URL bekerül a statisztikába is, ahonnan így egy link fog mutatni a spammer oldalára. Ha a spammer elég sok ilyen linket helyez el különböző oldalakon, az a PageRanket vagy hasonló, link-alapú algoritmusokat használó keresőknél jobb helyezést eredményezhet a spammer oldalának.
A legtöbb referer statisztikában ma már nofollow attribútumot adnak a linkeknek, hogy a spammerek motivációját csökkentsék.

## Külső hivatkozások
- Referer spam a Spamwikin